# Richard Flanagan
Richard Miller Flanagan (n. en 1961) es un novelista australiano, originario de Tasmania. Es considerado por The Economist como uno de los "novelistas más finos de su generación". Es ganador del Premio Booker de 2014 por su novela El camino estrecho al norte profundo.